# 亞歷山德羅·莫雷斯基
亞歷山德羅·莫雷斯基（義大利語：Alessandro Moreschi；1858年11月11日—1922年4月21日）為19世纪末意大利阉伶歌手与歷史上唯一一位被錄音閹伶歌手。

## 個人經歷

### 童年
莫雷斯基在1858年11月11日出生於教宗國拉吉歐蒙特孔帕特里的一個羅馬天主教家庭，為路易吉·羅倫佐·莫雷斯基（Luigi Lorenzo Moreschi）及蘿莎瑪莉亞（Rosa-Maria Moreschi）的第六個孩子。莫雷斯基可能被閹割的原因是他出生時患有腹股溝疝（十九世紀的意大利認為閹割是其中一個治療該病的方法）。另一個可能原因為他的聲樂技巧突出，導致他在1865年面臨青春期前被閹割以保留他的歌聲。即使如此，莫雷斯基在晚年時還是提及他小時候在故鄉附近的麥當娜的卡斯塔尼奧教堂唱歌的喜悅。

### 早期經歷

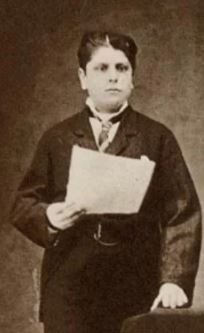
1880年的莫雷斯基

莫雷斯基卓越的聲樂技巧被西斯汀小堂合唱團的閹伶納扎雷諾·羅薩蒂（Nazareno Rosati）發現並教導，莫雷斯基稱羅薩蒂為自己第一位老師。羅薩蒂於1870年帶莫雷斯基到羅馬。不久莫雷斯基成為勞羅聖薩爾瓦托教堂學校的學生，師從拉特朗聖若望大殿的無伴奏大師、管風琴家和作曲家加埃塔諾·卡波奇。
在1873年，莫雷斯基以15歲之齡成為拉特朗聖若望大殿合唱團的首席童聲男高音，以及被卡波奇聘請，為羅馬貴族社會階層演唱的獨唱家。當時丹麥駐羅馬教廷大使的妻子形容莫雷斯基在一次晚會上的演出「在拉泰拉諾唱歌的他就像是一個圓臉的女高音。他在每一個音符都含著淚，在每一個呼吸都嘆了一口氣；他在歌德的《浮士德》演唱這曲，聽起來很不合時宜，尤其在他手持玻璃杯問道自己是否馬加蕾特時，會有人很想為他回答『不是』。」
1878年，莫雷斯基受邀為維托里奧·埃馬努埃萊二世的葬禮演唱。在1883年，卡波奇為自己的門生進行一場特別的展示：由貝多芬創作的神劇「基督在橄欖山」於義大利首次公演。莫雷斯基在當中成功唱出熾天使所苛求的花腔，因此被譽為「羅馬的天使（l'Angelo di Roma）」。不久莫雷斯基被邀參加西斯汀小堂合唱團的試鏡並被任命為第一女高音，擔任獨唱而持續了三十年，並成為最後一個加入合唱團的閹伶。

### 加入西斯汀小堂合唱團（1883年－1913年）
莫雷斯基在合唱團的監督為同樣作為閹伶的多梅尼科·穆斯塔法。穆斯塔法唯一的希望是在聖週期間保持西斯汀合唱團傳統，演出由葛利高里歐·阿雷格里創作的《求主垂憐》。在莫雷斯基加入時，合唱團內還有六名閹伶，可是他們當中並沒有人能承受女高音音域所帶來的負擔。因為莫雷斯基在為貴族社會歌唱期間的名聲已十分高，他偶爾會為其明星地位沖昏頭腦：「莫雷斯基善變的舉止足以使他忘記職業承受力。例如在音樂會結束後，他身著一頭長長的白色圍巾，像孔雀一樣在人群中遊行⋯⋯」更甚有支持者在他在每次表演都會高呼「刀子萬歲！（Long live the knife）」
在1886年，合唱團首席閹伶喬瓦尼·切薩退休，莫雷斯基被任命成為獨奏監督。5年後莫雷斯基擔任秘書，負責合唱團的活動日程記錄；第二年，他被任命為臨時指揮，主要負責行政事務、召集合唱團成員進行會議、排練和安排休假等工作。在這些年來，莫雷斯基還須負責監督合唱團的表現。從藝術角度來說，這項工作使他參與了獨唱者的選擇和控制曲目的發展。起源於德國的西西利亞運動（Cecilian Movement）開始影響羅馬，令西斯汀合唱團將面臨一次巨大動蕩，也為整個天主教教堂音樂帶來一次全面發展。它改革羅馬天主教教堂音樂並呼籲重返額我略聖歌和帕萊斯特里納的複音音樂所建立的雙重根基。這直接威脅到西斯汀教堂的曲目和實踐，因此都被穆斯塔法抵制，但是合唱團其後的發展對他十分不利。
在1898年，穆斯塔法為慶祝自己加入西斯汀合唱團五十週年，任命來自托爾托納的神父老楞佐·佩羅西為永久聯合監督。但因佩羅西是西西利亞運動的提倡者，此舉令穆斯塔法的抵制有一定困難，反而為自己增加身邊的眼中釘。莫雷斯基非常沉默地見證了傳統與改革力量之間的鬥爭，但也陷入了世俗事務：1900年8月9日，莫雷斯基應義大利王室的明確要求在翁貝託一世的葬禮上唱歌，這是他時隔22年再次為義大利王國國王獻唱。當時教宗仍然與義大利世俗國家沒有正式聯繫，但他們卻視教宗為篡奪者，令此事變得更為非凡。
莫雷斯基於1902年首次到梵蒂岡為倫敦留聲機公司錄音，後於1904年再度為倫敦留聲機公司錄製唱片。在這段時期發生了一些大事：1902年教會禁止合唱團任用閹伶；1903年1月穆斯塔法正式退休；數月後支持西斯汀傳統的教宗良十三世去世，提倡西西利亞運動的教宗庇護十世上任。其中一個新教宗上任要進行的事情為宣布教宗自動手諭，而庇護十世的手諭在1903年11月22日（當天為聖則濟利亞日）公布。這對莫雷斯基及他的同行是一個重大打擊，因為手諭的第五章第十三條指明「根據教會的最古老方法，女高音和女低音的部分必應由男孩接管。」這意味閹伶將被取代，包括莫雷斯基在內的閹伶必須退休。
莫雷斯基直到1913年復活節退休前仍是合唱團的正式成員，那時他已加入三十年並可獲得退休金，並留在聖伯多祿大殿合唱團直到1914年。在1914年復活節期間他與維也納音樂學家法蘭兹·哈伯克見面， 哈伯克已計劃讓莫雷斯基出演一套歌劇，內有十八世紀著名閹伶法里內利所唱曲目。但因當時的莫雷斯基年過五十，已不能唱出演出所要求的女高音部分，以及他從未接受任何必要的專業歌劇訓練，而令計劃未能實現。

### 晚年
在人生最後的十五年，莫雷斯基居住在罗马Via Plinio 19号，一個距離梵蒂岡只有數分鐘的路程的住宅。莫雷斯基在1922年因肺炎去世，享年63歲。他的葬禮彌撒於達瑪穌的聖老楞佐次級聖殿舉行，場面甚為浩大，由生前好友兼同事佩羅西主禮。佩羅西不認同為了音樂而讓男性施行閹割手術 ，甚至向教宗表示極力反對去勢，但對被閹割者則表示同情，並表示「偉大的友誼將他們聯繫在一起」 。其後莫雷斯基被埋葬在坎伯韋拉諾（Campo Verano）的家族墓地，他生前其中一個同行多梅尼科·薩爾瓦托里亦埋在同一座墳墓中。

## 外表及聲音
哈伯克認為他的外觀與普通歌手大同小異。莫雷斯基有著中等偏矮的身材；那可愛的臉上完全沒有鬍鬚；胸部異常寬大而有力。他的嗓音具有金屬般的質感，就像高音調的男高音一樣；他的聲音和舉止給人以年輕的印象。哈伯克又認為而他活躍的吐談則使之更加年輕，這使歌手呈現出一幅迷人的畫面。莫雷斯基之所以會出現哈伯克所說的特徵，是因為發育前閹割會引起原發性性腺機能減退，進入成年後就會出現許多發育異常現象，缺乏男性特徵，例如沒有鬍鬚，腋毛和四肢汗毛的分佈等，更甚其乳房如一般女子的豐滿。莫雷斯基唱歌時的音域介乎C4至E6。

## 錄音
莫雷斯基在生時所參與的唱片均由倫敦留聲機公司製作，分成兩個錄音時段在羅馬錄製。第一時段是在1902年的4月3日至5日，由威爾及弗雷·蓋斯伯格製作，西斯汀小堂合唱團一共錄製了十八段錄音，當中有四首為莫雷斯基的獨唱。第二部分則在1904年4月在威廉·辛克勒·達比（William Sinkler Darby）的指導下錄製，唱片在Opal and Pearl唱片公司下複製而成，最終莫雷斯基一共錄製了十七段獨唱錄音。莫雷斯基當時所參與的歌曲分別在1904年、1984年、2010年及2017年以專輯或單曲形式發售，當中最著名的錄音為聖母頌，該錄音中的莫雷斯基毫不費力地自然唱出B5，突顯莫雷斯基的歌唱才能已達到巴洛克時代出色的表演必須具備的明星品質。此外，在保羅·托斯蒂所創作的理想（Ideale）的錄音末段，意外收錄了莫雷斯基在一陣掌聲後向眾人道謝的一句話，因此可以聆聽到莫雷斯基本身的聲音。

## 作品
| 年份 | 專輯/單曲名稱                                       | 發行公司                                           | 備註             |
| 1904 | 《Crucifixus / Ave Maria》                          | 倫敦留聲機公司                                     | 西斯汀合唱團伴唱 |
| 1904 | 《Pie Jesu / Hostias Et Preces》                    | 倫敦留聲機公司                                     | 西斯汀合唱團伴唱 |
| 1984 | 《The Last Castrato (Complete Vatican Recordings)》 | Opal and Pearl唱片公司                             |                  |
| 2010 | 《The Last Castrato》                               | Discover Classical Music                           |                  |
| 2017 | 《The Voice Of The Last Castrato》                  | Katali Editions Music Publishing Ltd （Kaja-Disk） |                  |

## 私生活
雖然當時閹伶因無法生子而不被允許結婚，但莫雷斯基在西斯汀合唱團規則的改變而成為少數允許結婚的閹伶。在1891年3月，莫雷斯基迎娶一名叫里納爾迪的女人。但在數年後，莫雷斯基為了一名荷官而離開里納爾迪，因此她獲得莫雷斯基不少財產，包括藝術作品、現金及寶石等。可是里納爾迪卻將財產變賣後把錢都給她的新情人作賭注。
莫雷斯基在1904年收養一名男孩，名叫朱利奧（Giulio）。朱利奧在5歲時在聖母大殿合唱團擔任男高音，曾經參與電影白酋長的演出。他於1955年逝世。

## 意見
莫雷斯基在他當時身在的時代和現今所得到的意見不一。他的其中一名學徒多梅尼科·曼奇尼（Domenico Mancini）在1904年與莫雷斯基於聖伯多祿大殿首次演出時，其對莫雷斯基的第一印象為「擁有豐厚的聲音，如一名真正的女高音。」在現今社會，一部分人認為莫雷斯基作為一個平庸的歌手，除了仍保留閹伶歌聲的新穎性外並沒有其他優點；而另一部分人則指出他在錄音時期已經四十多歲，已過了他的全盛時期，但是這並不代表他的聲音平庸。還有人認為莫雷斯基是一名出色歌手，之所以令莫雷斯基的唱片變得「難以聆聽」的原因在於他的時代和現今在品味和風格上的差異。
莫雷斯基的聲線對現代人而言是十分刺耳的，閹伶展覽的策劃人兼作家尼古拉斯·克萊普頓形容莫雷斯基的聲音為「吸取氦氣的帕華洛帝」。但是許多聽似不完美的歌聲實際為裝飾音，而在莫雷斯基的情況裡，其中一個原因似乎是西斯汀小堂建築本身帶來的獨特效果，加上當時錄音技術尚未發達，導致音軌品質低劣並出現噪聲，令莫雷斯基的錄音裡有一定瑕疵。

## 註腳